# Дордрехтский синод
До́рдрехтский сино́д, Дортский сино́д — экуменический синод Реформатской церкви, созванный по инициативе Генеральных Штатов Нидерландов в связи с подъёмом арминианского движения и прошедший в 1618—1619 годах в городе Дордрехте.
В работе синода принимали участие английские, немецкие и швейцарские теологи. Председателем синода был избран пастор Ян Богерман. Абсолютное большинство делегатов были настроены против арминиан, так что их участь уже была предрешена. Синод подтвердил Гейдельбергский катехизис, отверг выдвинутые Якобом Арминием и его сторонниками критические замечания к церковному учению и сформулировал краткое изложение богословия кальвинизма («Каноны Дордрехтского синода») в виде пяти тезисов, используемых многими церквями реформатского направления до настоящего времени.

## Постановления Синода
- Полная человеческая греховность. Человек бесконечно грешен и не может спасти себя сам;[источник не указан 3250 дней]
- Безусловное избрание. Бог избирает человека не за какие-то ни было заслуги, а по Своей суверенной воле, и избирает тех, кого захочет Сам;[источник не указан 3250 дней]
- Ограниченное искупление. Христос умер за конкретных избранных людей, а не за все человечество;[источник не указан 3250 дней]
- Непреодолимая благодать. То есть если Бог призывает, то человек неизбежно станет верующим. Божья благодать сильнее любых человеческих стараний;[источник не указан 3250 дней]
- Стойкость святых. Однажды призванные не могут более отпасть от Господа, так как Он становится их жизнью.[источник не указан 3250 дней]